# استئصال الضلع الأول
إستئصال الضلع الأول هو إجراء جراحي يستخدم في الإنسان لعلاج متلازمة مخرج الصدر. عادة ما يكون مصحوباً باستئصال العضلات الأخمعية، أو إزالة العضلة الأخمعية الأمامية المجاورة، ويتضمن ذلك الإجراء إزالة جزء من الضلع الأول، وهو الضلع الأقرب للرأس، أسفل عظمة الترقوة.

## الدواعي
تستدي الأعراض الوريدية، والشريانية، والعصبية لمتلازمة مخرج الصدر إجراء عملية استئصال الضلع الأول. من الممكن أن يستدعي الأمر استئصال العضلات الأخمعية كذلك في حالة الأعراض الوريدية والعصبية.

## الطريقة
يمكن الوصول للضلع الأول بعدة طرق مختلفة: من فوق الترقوة في إتجاه سفلي، أو من الرقبة الخلفية، أو من الجهة الأنسية للإبط.